# Aide à domicile
L'aide à domicile est à la fois un métier et un secteur d'activité visant à prodiguer des services à des personnes ayant besoin d'une assistance à leur domicile, qu'il s'agisse de personnes âgées en situation de dépendance ou non, de personnes handicapées, ou de personnes ayant un besoin ponctuel d'aide.
Les services concernés recouvrent des aides dans les actes essentiels (aide aux déplacements et à la mobilisation, aide à la toilette, l’habillage, le déshabillage et à la prise des repas), dans les actes de la vie quotidienne : courses, préparation des repas, entretien du linge, nettoyage du logement, repassage, etc.) et dans les activités de la vie sociale et relationnelle.

## La structuration du secteur en Europe

### En France
Les Services d'Aide et d'Accompagnement à Domicile (S.A.A.D), souvent aidés par les conseils généraux (chargés du social), apportent des prestations de services ménagers et des prestations d'aide à la personne dans son logement en termes d’entretien du logement, du linge, de courses et préparation de repas, et d’aide à l’habillage et au déshabillage et à la toilette, mais n'inclue pas les soins devant être effectués par une infirmière.
Le S.A.A.D est « prestataire de services » et employeur de l'aide à domicile (alors que le service est qualifié de « mandataire » quand la personne est un employeur direct du salarié).

## Le métier d'aide à domicile
Il s'agit d'un métier fortement féminisé, et à fortes contraintes : salaires bas, horaires atypiques avec une grande amplitude horaire du fait de césures, travail le week-end. S'y ajoutent des contraintes de type physique (port de charges) et relationnelles.
Le titre peut varier en fonction des pratiques et du contenu effectif ou théorique des tâches : aide-ménagère, auxiliaire de vie sociale, etc.
Dans une étude publiée en novembre 2023, les chercheurs du Céreq ont observé la mise en place dans certaines associations de petites équipes autonomes de 6 à 12 aides à domiciles ayant chacune leur représentante et organisant des échanges réguliers tout au long de l’année. La mise en place de ce nouveau management a, par exemple, permis de faire passer de 50 % à 63 %, la part des salariées avec plus de cinq ans d’ancienneté, dans l’une des associations.